# Clairfayts
Clairfayts és un municipi francès, situat a la regió dels Alts de França, al departament del Nord. L'any 2006 tenia 351 habitants.

## Demografia
| 1962                                       | 1968 | 1975 | 1982 | 1990 | 1999 | 2006 |
| ------------------------------------------ | ---- | ---- | ---- | ---- | ---- | ---- |
| 246                                        | 268  | 253  | 244  | 316  | 338  | 351  |
| Des de 1962: població sense dobles comptes |      |      |      |      |      |      |

## Administració
| Període | Identitat    | Partit |
| ------- | ------------ | ------ |
| 1995-   | Guy Erphelin | UMP    |